# 楊淮 (明朝)
楊淮（1487年—1524年），字東川，别號果斋，直隸常州府無錫縣（今江蘇省無錫市）人，明朝政治人物，進士出身。

## 生平
正德八年（1513年）癸酉科應天府乡试第一百二十三名举人，正德十二年（1517年），登会试第一百名，二甲七十名進士，礼部观政，授戶部主事，再升為戶部郎中，在任期間罷黜中官採購等事，有廉潔謹慎之風，為尚書孫交、秦金所倚重。大禮議事件中，因反對明世宗而授廷杖，月餘，傷重去世，年三十八。家無一物。贈太常寺少卿。與顧可久、張選、黃正色等人並稱“錫谷四諫”。

## 家族
曾祖杨汝润。祖父杨日初，義官。父杨楷，義官。母殷氏，继母王氏。具庆下。弟杨汴。

## 延伸阅读
[在维基数据编辑]
 《國朝獻徵錄·卷之三十》，出自焦竑《國朝獻徵錄》
 《明史卷一百九十二》，出自《明史》